# Kantatie 45
Pour les articles homonymes, voir Route 45.
La Route principale 45 (en finnois : Kantatie 45, en suédois : Stamväg 45) est une route principale de Finlande.

## Description
La route mène de Tuusula à Hyvinkää. La kantatie 45 mesure 51 kilomètres de long.

## Tuusulanväylä
Entre Käpylä à Helsinki et à l'aéroport d'Helsinki-Vantaa en passant par le centre administratif municipal de Hyrylä à Tuusula , la Kantatie 45 est connue comme l'autoroute appelée Tuusulanväylä, puis elle continue jusqu'à la limite de la ville de Hyvinkää et de la route nationale 3 sous la forme d'une petite route appelée Hämeentie.
La Tuusulanväylä est la liaison la plus importante avec l'aéroport de Helsinki-Vantaa.

## Parcours et connexions
| Parcours   | Connexions                                                                                                 |
| Helsinki   | valtatie 1 valtatie 3 E12 E75 kantatie 51 valtatie 4 valtatie 7 E75 seututie 170 seututie 100 seututie 101 |
| Vantaa     | kantatie 50 E18 seututie 138                                                                               |
| Tuusula    | seututie 152 seututie 145 seututie 139                                                                     |
| Nurmijärvi | |
| Hyvinkää   | valtatie 3 E12                                                                                             |